# Орден Заслуг (Саксония)
Орден Заслуг был учреждён в 1815 году как Орден Гражданских Заслуг, став Орденом Заслуг в 1849 году. К концу своего существования имел 6 классов и две степени медали — золотую и серебряную. С 1866 года орден мог также вручаться за военные заслуги — со скрещёнными мечами. После падения Второго рейха в Германии, по итогам Первой мировой войны, орден был упразднён.

## Положение о награде
Существовали следующие орденские классы:
- Большой Крест
- Комтур I и II класса
- Рыцарь
- Малый Крест
- золотая и серебряная медали.

В 1858 году  Малый Крест был заменён на Почётный Крест, а в 1876 году — на Рыцарский Крест II класса. Тогда же вместо золотой медали был введён Крест за заслуги.

## Знаки ордена
Знак ордена — золотой, покрытый белой эмалью мальтийский крест. Между концами креста находится изображение рутовой короны — символа Саксонии. На белом медальоне — герб Саксонии в центре и надпись по кругу с именем короля-основателя и датой основания «FRIED.AUG.K.V.SACHSEN.D.7.JUN.1815» ("Фридрих Август, король Саксонии"). На реверсе медальона — зелёный дубовый венок, обрамляющий девиз в четыре строки: «FÜR VERDIENST UND TREUE» («За заслуги и верность»). Знак Большого креста носился на ленте через правое плечо, восьмиконечная звезда ордена — на левой стороне груди. Знаки комтура I и II классов носились на шее, при I классе полагалась ромбовидная звезда. Знаки остальных классов и медаль — на левой стороне груди.
Звёзды Большого креста и комтура I класса имели медальоны, аналогичные реверсу медальона знака ордена — девиз «FÜR VERDIENST UND TREUE» в четыре строки, обрамлённый дубовым венком.
Лента ордена — белая, с двумя зелёными полосами по краям.

## Галерея

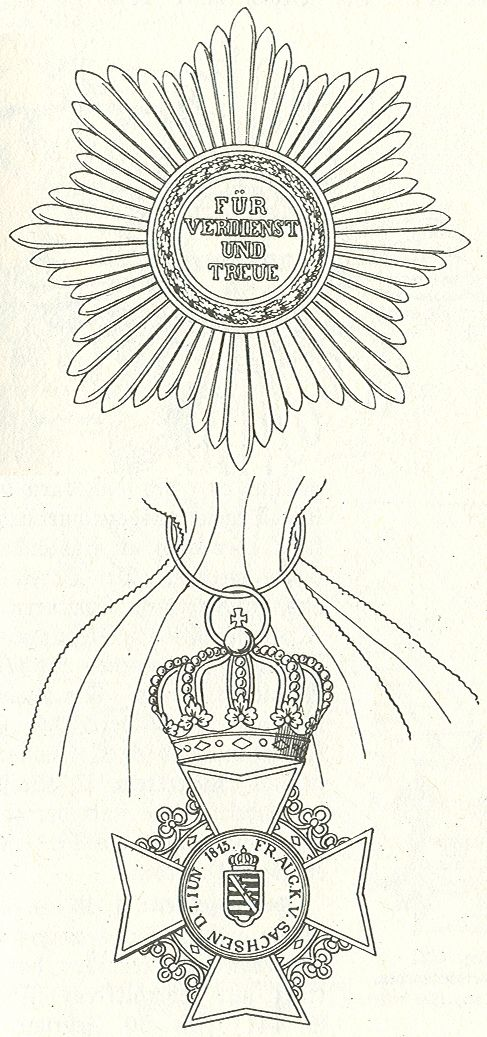
Знак и звезда Большого креста (1893).
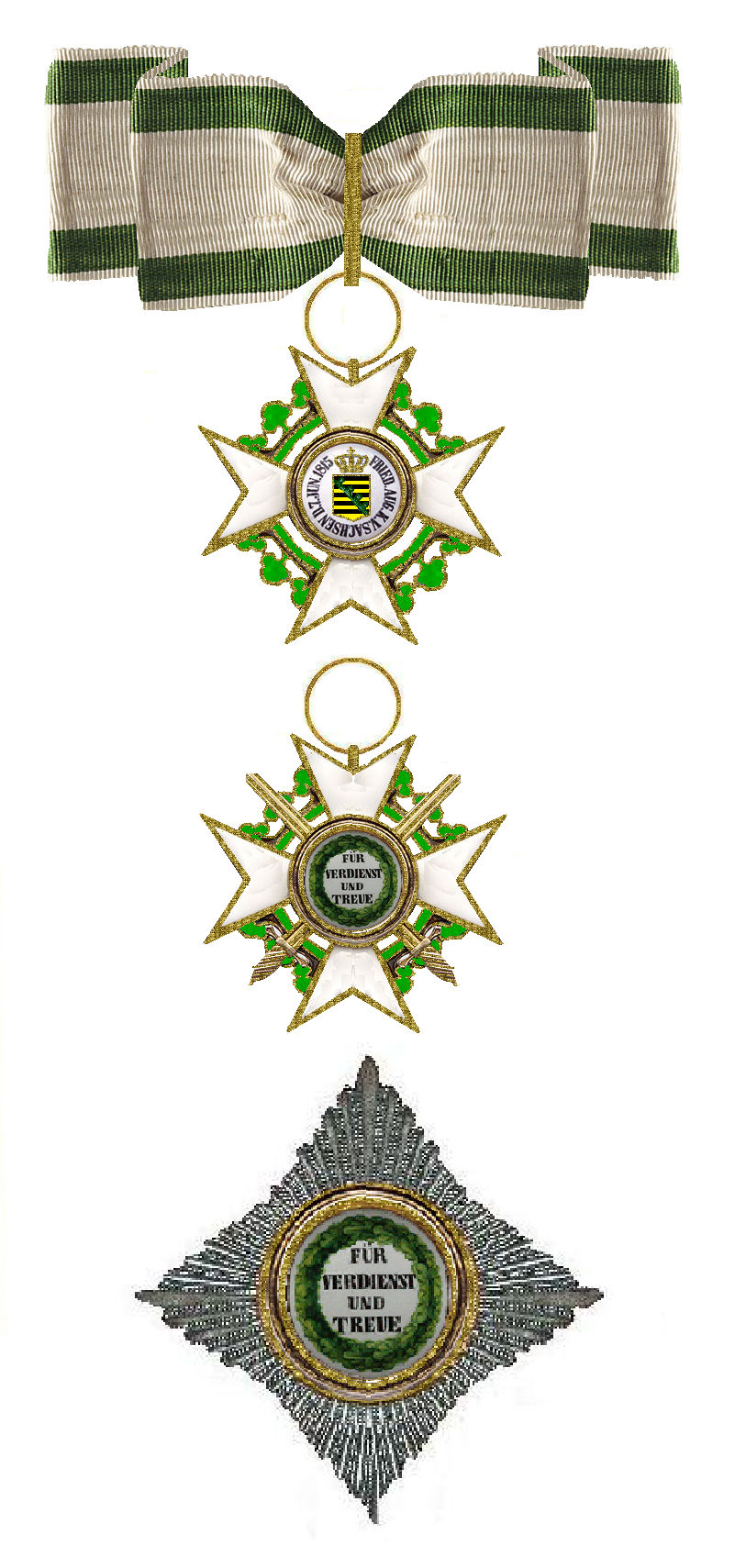
Комтурские знаки ордена , аверс и реверс, с мечами и без, и звезда.
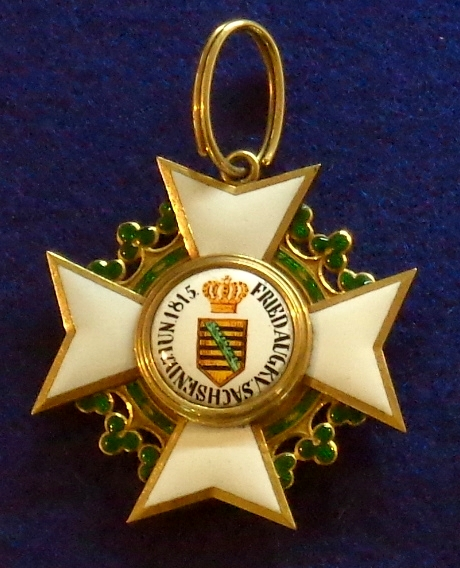
Знак комтура
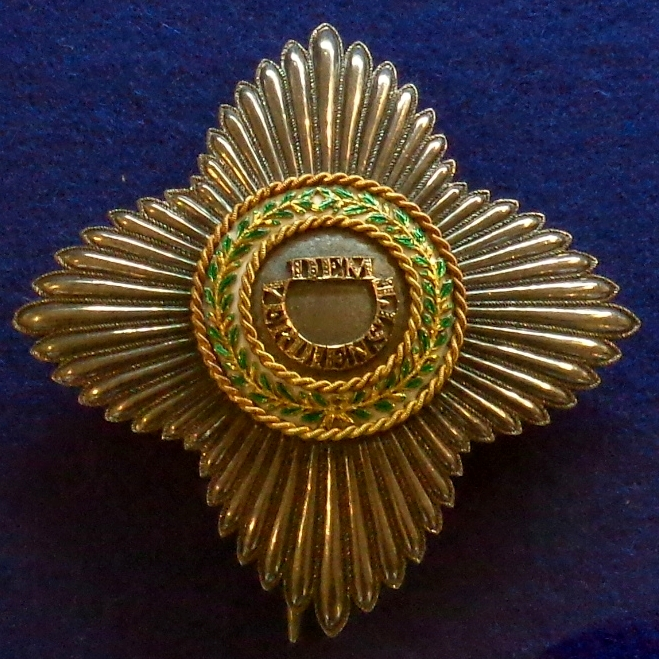
Звезда комтура
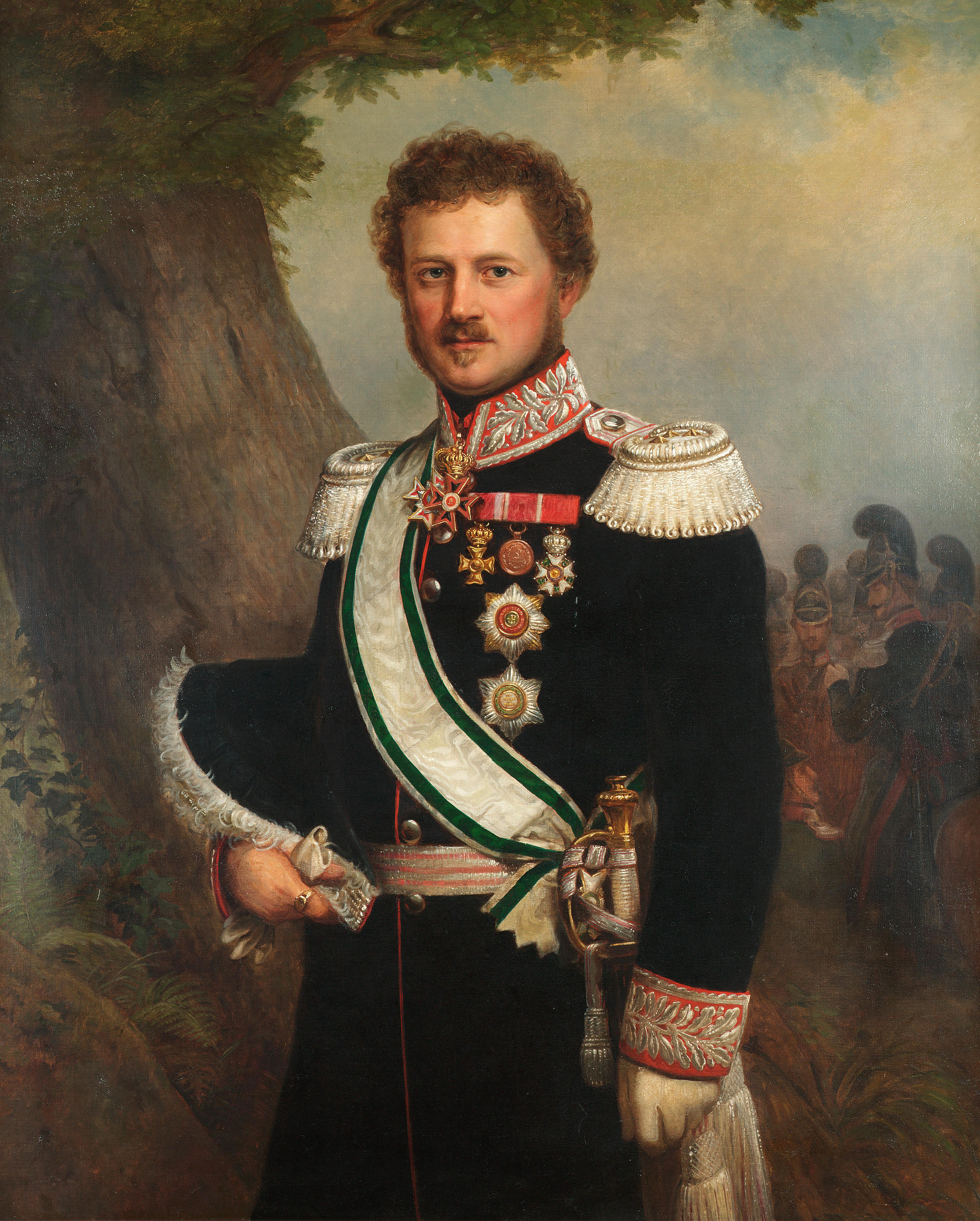
Эмиль Гессен-Дармштадтский со звездой Большого креста (вторая сверху) и знаком на ленте.